# セゴビア県
セゴビア県（セゴビアけん、スペイン語: Provincia de Segovia）は、スペインの県。カスティーリャ・イ・レオン州に属する。東、北、西は同州のソリア県、ブルゴス県、バリャドリッド県、アビラ県に囲まれ、南はマドリード州とカスティーリャ＝ラ・マンチャ州グアダラハラ県に接している。県都はセゴビア。

## 人口
| セゴビア県の人口推移 1900－2010                         |
|                                                         |
| 出典:INE（スペイン国立統計局）1900年 - 1991年、1996年 - |

## 行政区画
セゴビア県の人口の35%が県都セゴビアに住む。209のムニシピオ（基礎自治体）がある。セゴビア（約56,000人）以外は人口1万人未満で、9割が千人未満である。

### 主な自治体
| 順位 | 基礎自治体                                 | 人口（2013年） |
| ---- | ------------------------------------------ | -------------- |
| 1    | セゴビア                                   | 54,309         |
| 2    | エル・エスピナール                         | 9,707          |
| 3    | クエジャル                                 | 9,671          |
| 4    | レアル・シティオ・デ・サン・イルデフォンソ | 5,569          |
| 5    | パラスエーロス・デ・エレスマ               | 4,707          |
| 6    | カンタレッホ                               | 3,937          |
| 7    | ラ・ラストリージャ                         | 3,562          |
| 8    | ナバ・デ・ラ・アスンション                 | 3,029          |
| 9    | サン・クリストーバル・デ・セゴビア         | 2,916          |
| 10   | カルボネーロ・エル・マジョール             | 2,541          |

### 司法管轄区
県内は4司法管轄区に分けられる。太字は中心自治体。
1. セゴビア司法管轄区[6] - アバーデス、アドラーダ・デ・ピロン、アルデア・レアル、アルデアレングア・デ・ペドラサ、アルコーネス、バサルディージャ、ベルヌイ・デ・ポレーロス、ブリエーバ、カバーニャス・デ・ポレンドス、カンティンパーロス、カスラ、コジャード・エルモーソ、エンシニージャス、エスカローナ・デル・プラード、エスカラバホーサ・デ・カベサス、エスコバール・デ・ポレンドス、エル・エスピナール、エスピルド、ガジェーゴス、オンタナーレス・デ・エレスマ、ロス・ウエルトス、ラ・ラストリージャ、ラ・ローサ、マタブエナ、モソンシージョ、ナバフリーア、ナバス・デ・リオフリーオ、ナバス・デ・サン・アントーニオ、オルティゴーサ・デル・モンテ、オテーロ・デ・エレーロス、パラスエーロス・デ・エレスマ、ペドラサ、ペラージョス・デル・アロージョ、プラデナ、ロダ・デ・エレスマ、サン・クリストーバル・デ・セゴビア、サン・イルデフォンソ、サンティウステ・デ・ペドラサ、サント・ドミンゴ・デ・ピロン、セゴビア、ソトサルボス、タバネーラ・ラ・ルエンガ、トーレ・バル・デ・サン・ペドロ、トレカバジェーロス、トレイグレシアス、トレスカサス、バルデプラードス、バルセカ、バルベルデ・デル・マハーノ、ベガス・デ・マトゥーテ、ジャングアス・デ・エレスマ、サルスエラ・デル・モンテ
2. クエジャル司法管轄区[7] - アドラードス、アギラフエンテ、チャネ、コスエーロス・デ・フエンティドゥエーニャ、クエジャル、フレスネーダ・デ・クエジャル、フルマーレス、フエンテ・エル・オルモ・デ・フエンティドゥエーニャ、フエンテ・エル・オルモ・デ・イスカル、フエンテペラージョ、フエンテピニェル、フエンテサウーコ・デ・フエンティドゥエーニャ、ゴメスセラシン、オンタルビージャ、ラストラス・デ・クエジャル、マタ・デ・クエジャル、メンビブレ・デ・ラ・オス、ナバルマンサーノ、オロンブラーダ、ペロシージョ、ピナレッホス、ピナルネグリージョ、レモンド、サンボアル、サン・クリストーバル・デ・クエジャル、サン・マルティン・イ・ムドリアン、サンチョヌーニョ、トレシージャ・デル・ピナール、バジェラード、ビジャベルデ・デ・イスカル、サルスエラ・デル・ピナール
3. セプルベダ司法管轄区[8] - アルコナーダ・デ・マデルエーロ、アルデアルコルボ、アルデアレングア・デ・サンタ・マリーア、アルデアヌエバ・デ・ラ・セレスエラ、アルデアソーニャ、アルデオルノ、アルデオンテ、アラウエテス、アレバリージョ・デ・セガ、アイジョン、バルボージャ、ベルシムエル、ボセギージャス、カバジャール、カベスエラ、カラバサス・デ・フエンティドゥエーニャ、カンポ・デ・サン・ペドロ、カンタレッホ、カラスカル・デル・リオ、カスティジェッホ・デ・メスレオン、カストロ・デ・フエンティドゥエーニャ、カストロヒメーノ、カストロセルナ・デ・アバッホ、カストロセラシン、セディージョ・デ・ラ・トーレ、セレソ・デ・アバッホ、セレソ・デ・アリーバ、シジェルエーロ・デ・サン・マメス、コボス・デ・フエンティドゥエーニャ、コンダード・デ・カスティルノボ、コラル・デ・アイジョン、クビージョ、クエバス・デ・プロバンコ、ドゥルエーロ、エンシーナス、フレスノ・デ・カンテスピノ、フレスノ・デ・ラ・フエンテ、フエンテレボージョ、フエンテソト、フエンティドゥエーニャ、グラヘーラ、オンルビア・デ・ラ・クエスタ、ラグーナ・デ・コントレーラス、ランギージャ、マデルエーロ、ラ・マティージャ、モンテッホ・デ・ラ・ベガ・デ・ラ・セレスエラ、モラル・デ・オルヌエス、ムニョベーロス、ナバリージャ、ナバーレス・デ・アジュソ、ナバーレス・デ・エンメディオ、ナバーレス・デ・ラス・クエバス、オレハーナ、パハレッホス、プラダーレス、プエブラ・デ・ペドラサ、レボージョ、リアグアス・デ・サン・バルトロメー、リアサ、リボータ、リオフリーオ・デ・リアサ、サクラメニア、サン・ミゲル・デ・ベルヌイ、サン・ペドロ・デ・ガイージョス、サンタ・マルタ・デル・セロ、サント・トメー・デル・プエルト、サウキージョ・デ・カベサス、セブルコル、セプルベダ、セケーラ・デ・フレスノ、ソティージョ、トレアドラーダ、トゥレガノ、ウルエーニャス、バルデバカス・デ・モンテッホ、バルデバカス・イ・ギハール、バジェ・デ・タブラディージョ、バジェルエーラ・デ・ペドラサ、バジェルエーラ・デ・セプルベダ、バルティエンダス、ベガンソーネス、ベントシージャ・イ・テハディージャ、ビジャベルデ・デ・モンテッホ
4. サンタ・マリーア・ラ・レアル・デ・ニエバ司法管轄区[9] - アルデアヌエバ・デル・コドナル、アルデウエラ・デル・コドナル、アナジャ、アニェ、アルムーニャ、ベルシアル、ベルナルドス、カルボネーロ・エル・マジョール、コカ、コドルニス、ドミンゴ・ガルシーア、ドンイエーロ、フエンテ・デ・サンタ・クルス、ガルシジャン、イトゥエーロ・イ・ラマ、フアーロス・デ・リオモーロス、フアーロス・デ・ボルトージャ、ラバホス、ラストラス・デル・ポソ、マラソレハ、マラスエラ、マルティン・ミゲル、マルティン・ムニョス・デ・ラ・デエサ、マルティン・ムニョス・デ・ラス・ポサーダス、マルガン、メルケ・デ・セルコス、ミゲラニェス、モンテッホ・デ・アレバロ、モンテルビオ、ムニョペドロ、ナバ・デ・ラ・アスンション、ナバス・デ・オーロ、ニエバ、オルティゴーサ・デ・ペスターニョ、レパリエーゴス、サン・クリストーバル・デ・ラ・ベガ、サンガルシーア、サンタ・マリーア・ラ・レアル・デ・ニエベ、サンティウステ・デ・サン・フアン・バウティスタ、トロシリオ、ビジャカスティン、ビジェギージョ